# 平野由香里
平野 由香里（ひらの ゆかり、1985年6月25日 - ）は、サイクリングインストラクター。
スポーツクラブで音楽に合わせて行う固定式バイクのレッスンや、自転車ツアーの企画運営も行う。
サイクルイベントのゲストライダーや青空レッスンなどの自転車に関連する活動を行う。
大阪府出身。
大阪樟蔭女子大学児童学科を卒業後、幼稚園教諭へ。
その後フィットネス業界へ転身。

## 資格
- NESTA-PFT パーソナルトレーナー国際資格
- RADICAL FITNESS TOP RIDE オフィシャルトレーナー
- 国際スキーインストラクター資格 SIA SILVER
- ハピコミ親子ヨガインストラクター
- 幼稚園教諭 1種
- 保育士

## 主な活動内容
- インドアバイクインストラクター
- インドアバイクプログラム監督/インストラクター育成
- サイクリングツアー企画運営/ガイド育成
- 自転車イベントのホストライダー/大会MC/野外でのトレーニング教室
- 親子体操教室講師
- 自転車ウェアデザイン/グッズプロデュース
- 子どもの補助輪外し教室講座
- 大阪府箕面市 自転車特命大使

## 来歴
2008年4月〜2011年3月
幼稚園教諭で年少・年長のクラス運営を行う
人に教えることの面白さや体を動かすことに興味をもつ
2011年5月〜2013年12月
某大手スポーツクラブ トレーニングGYM スタッフになり、そこでインドアバイクと出会いサイクルのフリーインストラクターへのきっかけを掴む。
またこの時期にロードバイクと出会い、職場仲間とグルメライドやロングライドなどを皮切りに、実際に自転車に乗る楽しさをより深く伝えようと活動を開始する。
2014年1月〜
フリーインストラクターとして独立する。
大阪・本町Studio FUSION にてTOP RIDE、コンディショニングのレッスン契約。
同施設にてSCC (Saturday Cycling Club)アウトドアサイクリングツアーを立ち上げる。
また、御堂筋サイクルピクニック運営スタッフとしての活動も行い、自転車に関係する。
インドアとアウトドアの必要性を追求し、その楽しさを伝えることを活動の中心とし始める。
- 2014年3月 読売テレビ「ほんわかTV」出演。
- 2014年4月 第6回 御堂筋サイクルピクニック 「インドアバイクで発電企画」。
- 2014年5月 伊勢志摩女子会ライド ゲスト参加
- 2014年6月 第1回伊勢志摩スカイラインヒルクライム 女子の部優勝

- RADICAL FITNESS JAPAN FESTA 2014 TOP RIDE

ディファ有明の舞台に上がり100人の前でプレゼンターを務める。
- 2014年7月 お台場サイクルフェスタ ゲスト出演
- 日本橋アカデミーにて『平野由香里の白熱インドアバイク45分』
- 2014年9月 SHIMANO OVE でのインドアバイクイベント20分 1 日5 回講演

富士トレイルジャムゲスト出演
- 2014年10月 お台場駅伝ゲスト参加
- 2014年11月 CYCLE MODE 2014 international ゲスト出演
- 2014年11月7日 RADICAL FITNESS ブースデモレッスン

WAVE ONE カペルミュールブース『自転車乗りのための体幹トレーニング講座』
- 2014年11月8日 GREAT EARTH ×CYCLE MODE 安田団長と共にMC
- 2014年11月9日メインステージ 『インドアバイクトライやる？！』

マスターズステージ『Let's インドアバイク！20分でビール1杯分の消費カロリー』
- 2014年12月 スポルテック2014 RADICAL FITNESS TOPRIDE デモレッスン
- 2015年1月12日 NASスポーツクラブ TOP RIDEイベント
- 2015年1月17日～19日美ら島沖縄センチュリーラン 協賛メーカーレポーター
- 2015年2月7日～8日 シクロクロス東京2015 アシスタントMC
- 2015年2月15日 ラディカルフェスタin グンゼスポーツつかしん店 メインインストラクター
- 2015年度からは、グンゼスポーツクラブ神戸ハーバー店からサイクリングツアーガイド
- 2017年9月 株式会社 日直商会とのパートナーシップ開始
- 2018年3月 大阪府箕面市 自転車特命大使に就任
- 2018年10月 ダイワサイクルのホリデーサイクリングにて丹波篠山サイクリングツアーのMCとガイドを行う